# Amblyospiza
Amblyospiza is een geslacht van zangvogels uit de familie wevers en verwanten (Ploceidae).

## Soorten
Het geslacht kent de volgende soort:
- Amblyospiza albifrons – Dikbekwever